# Die Wilden Kerle 4
Die Wilden Kerle 4 (Untertitel: Der Angriff der Silberlichten; Zusatz: DWK 4) ist ein deutscher Kinderfilm aus dem Jahr 2007. Er ist die dritte Fortsetzung von Die Wilden Kerle. Der Film entstand nach der Kinderbuchreihe Die Wilden Fußballkerle von Joachim Masannek, ist jedoch der erste Kinofilm der Reihe, dessen Handlung sich komplett von der ursprünglichen Kinderbuchreihe löst.

## Handlung
Die Wilden Kerle haben seit dem Sieg über die Biestigen Biester fast alle möglichen Titel gewonnen. Nur ein Pokal fehlt ihnen noch: die Trophäe des Freestyle Soccer Contests. Um diese zu erringen, müssen sie gegen die Wölfe von Ragnarök antreten, die den Pokal bereits dreimal in Folge gewinnen konnten.
Für die Reise nach Ragnarök wird jeder der Wilden Kerle mit einem Motorrad ausgerüstet, für das sie jedoch ihren wichtigsten Schatz abgeben müssen. Bei ihrer Ankunft in Ragnarök werden die Wilden Kerle zunächst feindselig empfangen, letztlich aber zum Bestreiten des Freestyle-Soccer-Contests in die Burg der Wölfe eingelassen.
Im Nachtlager der Wilden Kerle kommt es zu ersten Kontakten mit den Wölfen. Erik, der Anführer der Wölfe, warnt Leon vor dem Nebel und der dahinterliegenden Welt und rät ihm abzureisen, was Leon ignoriert. Und Klette, ein weiteres Mitglied der Wölfe, verfolgt Nerv ständig und stellt ihr Geschlecht, offensichtlich ein Mädchen zu sein, andauernd infrage.
Am nächsten Tag steht schon der Freestyle-Soccer-Contest an. Nach vier verschiedenen Wettbewerben, die im Duell zwischen den Wilden Kerlen und den Wölfen von Ragnarök ausgetragen werden, steht es noch unentschieden. Eine Entscheidung soll per Golden Goal herbeigeführt werden. Auf einem mit Fallen gespickten Fußballplatz kommt es lange Zeit nicht zu einer Entscheidung, bis Leon das Golden Goal schießen kann. Die Wilden Kerle haben den Freestyle-Soccer-Contest gewonnen.
Nun taucht Horizon, die Anführerin der Silberlichten, auf. Mit einer Vorführung mit ihren Zauberbällen verzaubert sie Leon und Marlon. Sie verspricht ihnen, am Ende des Nebels auf sie zu warten. Leon und Marlon entscheiden sich, ihr zu folgen. Vanessa, der Leon seit ihrem Fehler im Contest nicht mehr vertraut, kann die beiden nicht aufhalten. Auch die Warnung eines Mitglieds der Wölfe, einen ähnlichen Vorfall schon einmal erlebt zu haben, kann die beiden nicht von ihrem Vorhaben abbringen. Der Vorfall hatte mit Erik, dem Anführer und seinem älteren Bruder zu tun. Sie verschwanden wegen Horizon hinter dem Nebel. Am nächsten Morgen fanden sie vor den Toren Ragnaröks Erik. Er war auf der Brust mit „Verlierer, Verräter“ tätowiert und sein Bruder Jaromir verschwand. Deshalb und aus Angst um die beiden folgt ihnen der Rest der Wilden Kerle, bis auf Maxi, der auf Ragnarök zurückbleibt.
Leon und Marlon streifen über die Ebene hinter dem Nebel, auf der Suche nach Horizon. Während Marlon in das Mädchen verliebt ist, will Leon sie nur im Fußball besiegen, da sie die stärkste Gegnerin ist, die er je hatte. Doch als er beim Feuerholzsuchen auf die badende Horizon trifft, ist er wie verzaubert. Horizon meint, sie würde nur den Besten wollen und Leon müsse als Anführer wohl der Beste sein. Sie versucht, ihn zu verführen, doch Leon verschwindet, über seine Gefühle nicht im Klaren, im Wald. Am Abend überfallen die Silberlichten die Brüder und fordern sie heraus. Wenn sie sich stellen möchten, sollen sie am nächsten Morgen zu ihnen kommen, wenn nicht, sollen sie verschwinden.
Sie tun wie geheißen. Bevor Horizon ihnen die Regeln erklärt, tauchen Vanessa und die Wilden Kerle auf. Horizon merkt, dass ihre eigenen Chancen immer schlechter stehen, und versucht die Kerle anders auseinanderzubringen. Sie erzählt von ihrer Begegnung mit Leon am See, verschweigt aber, dass Leon auf ihr Angebot nicht eingegangen ist. Leon kann nicht bestreiten, dass er da gewesen ist, darum hält Marlon ihn für einen Verräter und haut ab. Auch Vanessa ist nun völlig von Leons Untreue überzeugt. Die Wilden Kerle suchen sich ein Nachtlager und versuchen sich einen Schlachtplan zurechtzulegen, doch ohne Marlon, Maxi und Vanessa scheinen sie verloren zu sein.
Maxi ist immer noch auf Ragnarök, da er sich nicht entschließen kann, nach Hause zu fahren. Plötzlich erscheint ihm sein Vater. Im Laufe dieser Begegnung wird ihm klar, dass er zu den Wilden Kerlen gehört. Er fährt ihnen in den Nebel hinterher. Maxis Rückkehr wird mit Freuden aufgenommen, vor allem, da er auch Vanessa überzeugen kann, Leon zu verzeihen.
Zum Start des Spiels müssen die Wilden Kerle feststellen, dass Marlon sich auf die Seite der Silberlichten gestellt hat. Während des Spiels versucht Leon verzweifelt, seinen Bruder zu überzeugen, kein Verräter zu sein, doch Marlon glaubt ihm kein Wort. Dann räumt Leon ein, dass Horizon sich getäuscht hat und nicht Leon, sondern Marlon der Beste von den wilden Kerlen ist und sie nur deshalb verlieren, weil er nicht bei ihnen ist. Marlon wundert sich, da Leon früher nie zugegeben hat, dass jemand besser ist als er, doch er erkennt daran schließlich, dass Leon es ernst meint. Er kehrt zu den Wilden Kerlen zurück und schießt letztendlich das entscheidende Tor.
Während die Wilden Kerle ihren Sieg feiern, taucht Horizon auf und bittet Marlon um ein Gespräch unter vier Augen. Horizon erzählt ihm, dass er derjenige ist, auf den sie immer gewartet hat, denn er hat sich als einziger gegen die Rache und für die Liebe entschieden – was vor ihm noch keiner geschafft hat. Dadurch hat er Horizon besiegt. Klette und Nerv beobachten, wie sie sich küssen.
Die Wilden Kerle machen sich zur Weiterfahrt bereit, doch Marlon kommt nicht zurück. Leon glaubt, sein Bruder hätte ihn für Horizon verlassen. Erst im letzten Moment tauchen die beiden auf und schließen sich den Wilden Kerlen an.

## Filmmusik
1. Wild geboren
2. Spiel der Spiele
3. Ende der Welt
4. Klette und Nerv
5. Rocknarök
6. Du bist mein Stern
7. Wenn wilde Kerle Fußball spielen
8. Schwarz ist die Farbe der Kerle
9. Horizon
10. Opener
11. Main Theme
12. Angriff der Silberlichten
13. Mondsee
14. Vanessa und Maxi
15. Finale
16. Bruderkampf
17. Horizon kommt
18. Koyote Karl-Heinz
19. Der Nebel

## Kritik
„Fortsetzung der populären Kinder- und Jugendfilmserie, die das Augenmerk weg vom Fußball und hin zur ersten Liebe lenkt. Dabei vermittelt der ideenarme, unbeholfen inszenierte und hölzern gespielte Film merkwürdige pädagogische Vorstellungen vom sportlichen Wettbewerb; zudem laufen die jungen Darsteller Gefahr, in den Posen ungenießbarer ‚Halbstarker‘ zu erstarren.“

„Die Mischung aus Fußballgeist und Abenteuerlust, die dicht und spannend erzählte Geschichte, die surrealen und mystischen Sets, die perfekten Bilder und ein professioneller Soundtrack machen den Film zum echten Kinoerlebnis für die ganze Familie.“

„Trotz schwerer Dramaturgie-Verstöße werden die Kids diesen pathetisch-kruden Mix aus ‚Mad Max‘, ‚The Tribe‘ und ‚Wir Kinder aus Bullerbü‘ lieben.“

## Auszeichnungen
- 2007
  - Prädikat Wertvoll der Filmbewertungsstelle Wiesbaden
  - Nick Kids’ Choice Award in der Kategorie Lieblingskinofilm
- 2008
  - Nominierung für den Young Artist Award in zwei Kategorien:
    - 1. "Best Performance in an International Feature Film - Leading Young Performer" (Beste Darstellung in einem internationalen Kinofilm – Junger Hauptdarsteller) Jimi Blue Ochsenknecht
    - 2. "Best International Feature Film" (Bester internationaler Kinofilm)[4][5]